# امتداد (فلم)
امتداد  (بالإنجليزية: Stretch) هو فيلم حركة تم إنتاجه في الولايات المتحدة وصدر في سنة 2014. الفيلم من إخراج جو كارنهان وكتابة جو كارنهان. من بطولة باتريك ويلسون وكريس باين وبروكلين ديكر دانييل وإد هيلمز وجيسيكا ألبا.

## القصة
يكافح ستريتش (باتريك ويلسون)، سائق ليموزين تعيس الحظ، لتقويم حياته وسداد ديونه لوكيل المراهنات بينما ينقل راكب مخبول (كريس باين)، يحاول أشخاص كثر الحصول على دفتر حساباته بمن فيهم بعض المجرمين الخطيرين للغاية.

## وصلات خارجية
- مقالات تستعمل روابط فنية بلا صلة مع ويكي بيانات